# Mezimuřská župa
Mezimuřská župa (chorvatsky Međimurska županija, maďarsky Muraköz) je nejsevernější župa v Chorvatsku. Jejím hlavním městem je Čakovec. Tvoří téměř celou chorvatskou část Mezimuří, k němuž z Chorvatska dále náleží katastrální území Legrad.

## Charakter župy
Mezimuřská župa patří k těm menším chorvatským župám. Její hranici tvoří na severu řeka Mura a také Maďarsko, na jihu řeka Dráva a na západě Slovinsko. Její území je proto nížinné, z dopravního hlediska velmi významné. Vedou tudy železniční trati, ale i silnice ze Slovinska do Maďarska a z Chorvatska do Maďarska. Hlavní město je důležitou křižovatkou mezi těmito tahy. Obyvatelé jsou Chorvati, díky blízkosti s Maďarskem tu ale žije i maďarská menšina.

## Města
- Čakovec (hlavní)
- Mursko Središće
- Prelog